# Acteoniscus petrochilosi
Acteoniscus petrochilosi är en kräftdjursart som beskrevs av Albert Vandel 1955. Acteoniscus petrochilosi ingår i släktet Acteoniscus och familjen Trichoniscidae. Inga underarter finns listade i Catalogue of Life.